# Chroesthes bracteata
Chroesthes bracteata là một loài thực vật có hoa trong họ Ô rô. Loài này được (Imlay) B.Hansen mô tả khoa học đầu tiên năm 1983.